# 粗鋼
粗鋼（そこう、英: Crude steel）とは、転炉や電気炉などで精錬され、圧延や鍛造などの加工を施す前の鋼。最終的には自動車や電気製品などの耐久消費財や建築材料となることから、粗鋼生産量は景気の動向を示す指標となる。統計用語としては、1958年に鋼から呼び変えられる形で採用された、2000年以降一般では認知されておらず、それ以前には報じていたマスコミも現在は使わない。銑鉄は転炉での精錬前の鉄であり、十分に脱酸されず熱延鋼板や冷延鋼板に適する「リムド鋼」、十分に脱酸され高級鋼材に適する「キルド鋼」、その中間で厚鋼板やレールに適する「セミキルド鋼」に大別できる。